# Gryllotalpa hexadactyla
O grilo-toupeira-americano (Nome científico: Gryllotalpa hexadactyla; entre outros sinônimos) é uma espécie de inseto ortóptero da família Gryllotalpidae. Ocorre na América do Norte e América do Sul. Tais animais costumam atacar as raízes de várias plantas cultivadas, como o arroz, a cana-de-açúcar, o milho e a batata, por isto considerados pragas.
Popularmente é conhecido como cachorrinho-d'água, paquinha ou paquinha-de-horta.
Como todo ortóptero, possuem as pernas posteriores saltatórias, porém têm o diferencial de possuir as pernas anteriores do tipo fossorial, ou seja, adaptadas a escavar. Apesar de se alimentarem de matéria orgânica morta, podem causar danos às raízes das plantas devido aos túneis que cavam, por isto, são consideradas pragas das plantações.